# هولتسهایم ام فورست
هولتسهایم ام فورست (به آلمانی: Holzheim am Forst) یک شهر در آلمان است که در بایرن واقع شده‌است.

## خصوصیات
هولتسهایم ام فورست ۱۵٫۶۳ کیلومترمربع مساحت دارد ۳۸۰ متر بالاتر از سطح دریا واقع شده‌است.